# Даурский язык
Дау́рский язык (дагурский, дахурский, тахурский) — язык дауров. Относится к северным или к восточным монгольским языкам согласно разным классификациям. Близок к монгольскому языку, на основе чего имели место дискуссии о том, является ли даурский отдельным языком или диалектом монгольского. Имеет ряд особенностей, выделяющих его среди других монгольских языков — в частности, более разнообразную фонетику.
На протяжении истории даурский язык имел тесные контакты с монгольским языком и тунгусо-маньчжурскими языками, в частности солонским диалектом эвенкийского языка. В области лексики характерно значительное число заимствований из маньчжурского, китайского, а также тунгусо-маньчжурских языков.
Дауры признаются потомками киданей. Однако возведение современного даурского языка к киданьскому затрудняется крайне малой изученностью языка киданей.

## Распространение
Ранее дауры населяли территории на левом берегу Амура, начиная с семнадцатого века переселялись в более южные регионы. На 2003 год оставалось всего около 400 амурских дауров. Большая часть дауров в настоящий момент живёт на реке Нэньцзян в КНР и географически разделено на три группы — в районе города Цицикар (провинция Хэйлунцзян), городском округе Хулун-Буир Внутренней Монголии и уезде Чугучак Синьцзян-Уйгурского автономного района. В даурском языке выделяется четыре основных диалекта: бутхаский (северный нэнцзянский), цицикарский (южный нэнцзянский), хайларский и синьцзянский. Наиболее крупным из диалектов является бутхаский: на нём говорит ок. 48 % носителей.

## Современное состояние
Язык используется в основном в быту, ведётся радиовещание. Больше двух третей носителей дву- или трехъязычны и также являются носителями китайского и/или монгольского языка.
В Китае даурский язык имеет статус регионального. В то же время количество носителей языка среди молодёжи снижается, во многом из-за преподавания в школах на китайском языке. Так, количество носителей на 1990 год составляло ок. 120000 человек, на 1999 год — 96100 человек, на сегодняшний день продолжает уменьшаться.
В качестве литературного ранее использовался маньчжурский язык. Начиная с 1980 годов разрабатывается система письма на основе пиньиня. Также для записи даурского языка в настоящее время используется монгольское письмо.

## Письменность
Для даурского языка исторически использовалась маньчжурская письменность. На сегодняшний день язык является бесписьменным. Предпринимались неоднократные попытки создания других систем письма, в том числе на основе кириллицы (в 1956 году) и дважды (в 20-х и 80-х годах XX века) — латиницы (за основу бралась система транскрипции пиньинь).
Кириллический алфавит включал буквы А а, Б б, В в, Г г, Д д, Е е, Ё ё, Ж ж, З з, И и, Й й, К к, Л л, М м, Н н, О о, П п, Р р, С с, Т т, У у, Ф ф, Х х, Ц ц, Ч ч, Ш ш, ъ, ы, ь, Э э, Ю ю, Я я.
Алфавит на основе латиницы был введён в 1981 году. В некоторых школах Морин-Дава-Даурского АХ и Шилин-Гола он использовался для обучения детей. В середине 1980-х годов использование этого алфавита было прекращено в связи с малочисленностью даур.
| Буква | МФА        | Буква | МФА   | Буква | МФА   | Буква | МФА   | Буква | МФА  | Буква | МФА   |
| ----- | ---------- | ----- | ----- | ----- | ----- | ----- | ----- | ----- | ---- | ----- | ----- |
| a     | [a]        | ei    | [ei]  | iu    | [iu]  | m     | [m]   | n     | [n]  | ch    | [tʂh] |
| e     | [e]        | eu    | [əu]  | ua    | [ua]  | f     | [f]   | s     | [s]  | sh    | [ʂ]   |
| i     | [ɪ]        | oi    | [oi]  | uaa   | [ual] | v     | [v]   | l     | [l]  | y     | [j]   |
| ie    | [je], [jə] | ia    | [ia]  | uai   | [uai] | w     | [w]   | r     | [r]  | g     | [g]   |
| o     | [o]        | iaa   | [ial] | ue    | [ue]  | d     | [d]   | q     | [ʧ]  | k     | [k]   |
| u     | [u]        | iao   | [iau] | ui    | [ui]  | t     | [t]   | j     | [ʤ]  | ng    | [ŋ]   |
| ai    | [ai]       | io    | [io]  | b     | [b]   | z     | [ts]  | x     | [ʃ]  | h     | [x]   |
| ao    | [au]       | ioo   | [iol] | p     | [p]   | c     | [tsh] | zh    | [tʂ] |       |       |

## Типологические характеристики

### Степень свободы выражения грамматических значений
Даурский можно назвать умеренно синтетическим языком:
| (1) eur                           | am-AAr   | var-bei      |
| болезнь                           | рот-INST | входить-NPST |
| Болезнь входит (войдет) через рот |          |              |

| (2) os                | au-gaanie           | yau-seng  |
| вода                  | приносить-CONV.PURP | идти-PERF |
| Он ушёл принести воду |                     |           |

### Характер границы между морфемами
Даурский можно отнести к агглютинативным языкам с суффиксацией. Так, в глагольных словоформах выделяются отдельные временной и лично-числовой показатель, в именных — отдельные показатели числа и падежа:
| (3) mart-gui-maa  |
| забывать-IMPF-2PL |
| [Вы] забывали     |

| (4) biteg-sul-d-shiny |
| книга-PL-DAT-POSS.2SG |
| Твоим книгам          |

Однако имеют место чередования на морфемной границе (на суффикс оказывает влияние финаль предшествующего слога):
| (5) yau-sem-by |
| идти-PERF-1SG  |
| [Я] пришёл     |

| (6) yau-sen-sh |
| идти-PERF-2SG  |
| [Ты] пришёл    |

| (7) yau-seng             |
| идти-PERF                |
| [Он] пришёл/[Она] пришла |

### Локус маркирования

#### В посессивной именной группе
В посессивной именной группе наблюдается как зависимостное маркирование (обладатель получает показатель родительного падежа), так и вершинно-зависимостное (обладатель маркируется родительным падежом, а обладаемое получает посессивный суффикс).
| (8) aca-ii magel-yiny   |
| отец-GEN шапка-POSS.3SG |
| Шапка отца              |

| (9) mor-ii kuly-iny    |
| конь-GEN нога-POSS.3SG |
| Нога коня              |

| (10) mood-ii larc |
| дерево-GEN лист   |
| Лист дерева       |

#### В предикации
В предикации обычно вершинно-зависимостное маркирование, хотя и не всегда: глагол согласуется с субъектом по лицу и числу, объект может как маркироваться, так и не маркироваться в зависимости от значения категории определённости (подробнее о маркировании объекта см. ниже):
| (11) baa      | bit(e)g-ee | uji-yaa-bei-baa               |
| 1PL.EXCL      | книга-REFL | ухаживать-PROGR-NPST-1PL.EXCL |
| Мы учим уроки |            |                               |

Показатель рефлексива заменяет посессивный суффикс, если обладатель совпадает с субъектом предикации.
| (12) ene          | xuu-sul-ii     | bii | tani-bei    |
| этот'             | человек-PL-GEN | 1SG | узнать-NPST |
| Я знаю этих людей |                |     |             |

### Ролевая кодировка
В даурском языке наблюдается ролевая кодировка номинативно-аккузативного либо нейтрального типа в зависимости от определённости объекта. Неопределённый пациенс переходного глагола получает немаркированный падеж. Так же ведут себя агенс переходного глагола и единственный аргумент непереходного. Определённый пациенс переходного глагола маркируется особо.
Конструкция с неопределенным агенсом непереходного глагола:
| (13) eur                          | am-AAr   | var-bei      |
| болезнь                           | рот-INST | входить-NPST |
| Болезнь входит (войдет) через рот |          |              |

Конструкция с определённым агенсом непереходного глагола:
| (14) aka                        | ende | ir-bei    |
| старший брат                    | сюда | идти-NPST |
| Старший брат идет (придет) сюда |      |           |

Конструкция с неопределённым пациенсом непереходного глагола:
| (15) os       | bacila-seng |
| вода          | кипеть-PERF |
| Вода закипела |             |

Конструкция с определённым пациенсом непереходного глагола:
| (16) acaa  | kertee | aa-bei    |
| отец       | лежать | быть-NPST |
| Отец лежит |        |           |

Конструкция с неопределённым пациенсом переходного глагола:
| (17) aul                       | mory | mogoo-bei   |
| гора                           | конь | мучить-NPST |
| Гора мучит (будет мучить) коня |      |             |

Конструкция с определённым пациенсом переходного глагола
| (18) deu-miny                                       | ter  | xuu-y       | tani-bei    |
| младший брат-POSS:1SG                               | этот | человек-GEN | узнать-NPST |
| Мой младший брат знает (будет знать) этого человека |      |             |             |

### Базовый порядок слов
Базовым порядком слов в даурском языке является SOV (где S — субъект, О — прямое дополнение, V — глагол):
| (19) deu-miny                                       | ter  | xuu-y       | tani-bei    |
| младший.брат-POSS.1SG                               | этот | человек-GEN | узнать-NPST |
| Мой младший брат знает (будет знать) этого человека |      |             |             |

Косвенное дополнение предшествует прямому:
| (20) evee-miny                    | ugin-de  | nek  | shinken | gager | xii-j            | uku-seng  |
| мать-POSS.1SG                     | дочь-DAT | один | новый   | халат | делать-CONV.IMPF | дать-PERF |
| Моя мать сшила дочери новый халат |          |      |         |       |                  |           |

Глагол в целом, как правило, занимает последнюю позицию в клаузе:
| (21) bii            | kailaar-aas | ir-sem-by       |
| 1SG                 | Хайлар-ABL  | прийти-PERF-1SG |
| Я пришёл из Хайлара |             |                 |

## Языковые особенности
Разграничиваются инлкюзивное и эксклюзивное первое лица множественного числа: помимо отдельных местоимений baa — 'мы: говорящие, но не слушающий/слушающие', 'bied' — 'мы: говорящие и слушающий/слушающие', также есть отдельные показатели лица для глагола (-baa и -daa соответственно) и отдельные посессивные суффиксы.
Богатый набор конвербов (до восемнадцати)
Три вида повелительного наклонения:
- прямое — выражающий намерение (в первом лице, образуется с помощью суффикса -yaa), прямое указание (во втором лице, образуется с помощью суффикса -tw) или позволение или пожелание (в третьем лице, образуется с помощью суффикса -tgai);
- непрямое — выражающий отложенность желаемого действия или вежливость (образуется с помощью суффикса -gaang);
- неопределённое — выражающий неуверенность (образуется с помощью суффикса -gui)[2].

## Список сокращений
- 1SG — первое лицо
- 2SG — второе лицо
- 3SG — третье лицо
- ABL — аблатив (отделительный падеж)
- CONV — конверб
- DAT — датив (дательный падеж)
- EXCL — эксклюзивный (не включая говорящего)
- GEN — генитив (родительный падеж)
- IMPF — имперфектив
- NPST — непрошедшее время
- PERF — перфектив
- POSS — посессивный суффикс
- PROGR — прогрессив
- PURP — цель
- REFL — рефлексив